# Hansen, Schou & Weller
Pour les articles homonymes, voir Hansen, Schou et Weller.

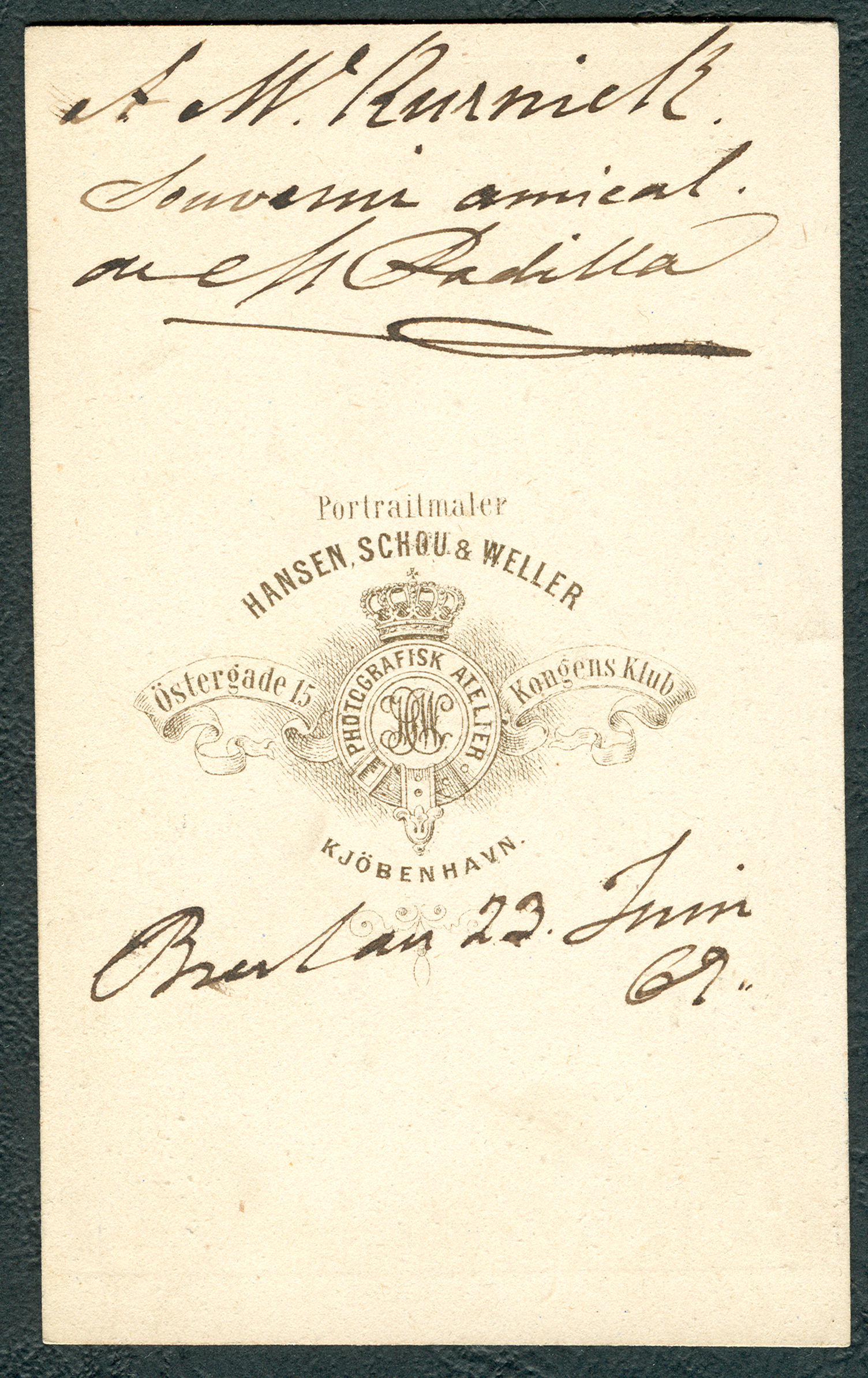
Dos d'une photographie avec la marque de Hansen, Schou & Weller, et la dédicace autographe du baryton Mariano Padilla au critique Max Kurnik.

Hansen, Schou & Weller est un studio photographique fondé en 1867 à Copenhague au Danemark par Georg Emil Hansen, son frère Niels Christian Hansen (en) et Albert Schou (en), auxquels se joint Clemens Weller en 1869. Le studio est actif jusqu'en 1900 et se spécialise dans le portrait, notamment de célébrités et de membres de la famille royale danoise.

## Historique
Le peintre portraitiste Niels Christian Hansen, son frère le photographe Georg Emil Hansen et le lieutenant à la retraite devenu commis de librairie Albert Schou, tous trois danois, fondent le studio le 1er décembre 1867 à Copenhague sous le nom « Hansen & Schou » ; il est installé au 15 Østergade, une rue du centre-ville historique de Copenhague. En 1869, le relieur Clemens Weller, originaire d'Allemagne, qui travaillait pour le studio en collant et reliant des photographies et qui s'était formé à la photographie auprès de Georg Emil Hansen, devient associé du studio, qui prend le nom « Hansen, Schou & Weller ».
Le 14 avril 1869 le studio reçoit le titre de fournisseur de la Cour. Il se spécialise dans les portraits de célébrités et d'aristocrates. En 1872, il participe à l'exposition industrielle et artistique nordique à Copenhague. 

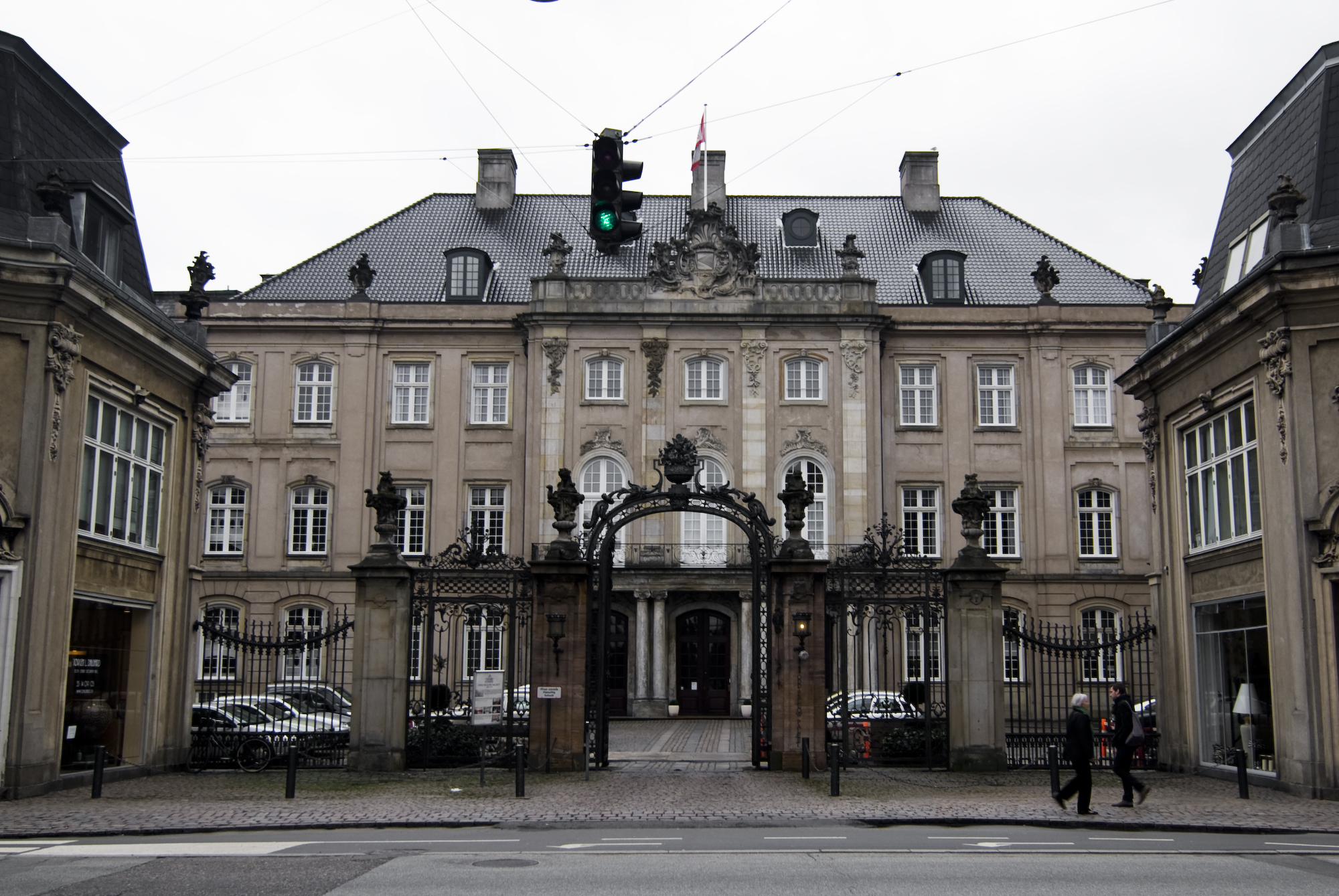
Le palais Berkentin, siège du studio Hansen, Schou et Weller à partir de 1885.

Albert Schou quitte l'entreprise en 1885, pour poursuivre une carrière indépendante. La même année, le studio s'installe dans le palais Berkentin, dans le quartier de Frederiksstaden au 28 Bredgade. Niels Christian Hansen prend sa retraite en 1889 et se remet à la peinture ; Georg Emil Hansen meurt en 1891. Clemens Weller devient l'unique propriétaire du studio qui prend le nom « Hansen & Weller » à partir de 1889. 
Weller meurt en 1900 ; il laisse environ 360 000 plaques photographiques soigneusement conservées, emballées et stockées.

## Collections
- Bibliothèque royale du Danemark, Copenhague.
- National Portrait Gallery, Londres.
- Bibliothèque nationale de France, Paris[3],[4].
- École polytechnique fédérale de Zurich
- Royal Collection de la famille royale britannique

## Photographies de Hansen, Schou & Weller

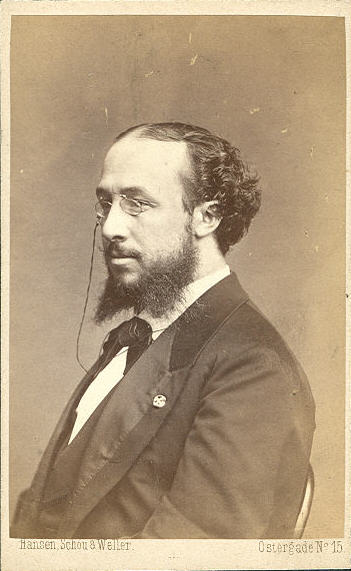
Le baryton espagnol Mariano Padilla y Ramos, 1867.
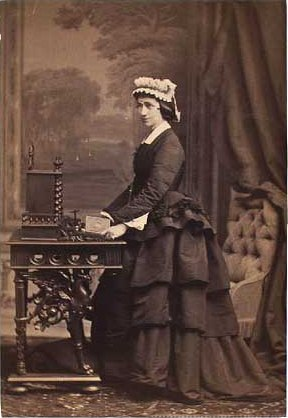
L'actrice Johanne Luise Heiberg, 1872.
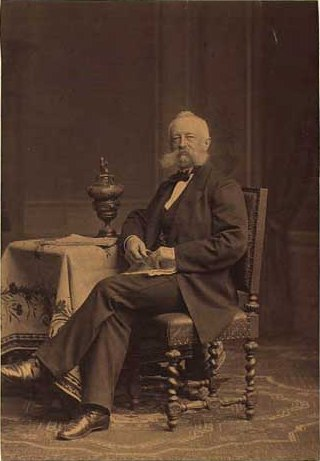
L'homme d'état Ludvig Holstein-Holsteinborg.

## Photographies de Hansen & Weller

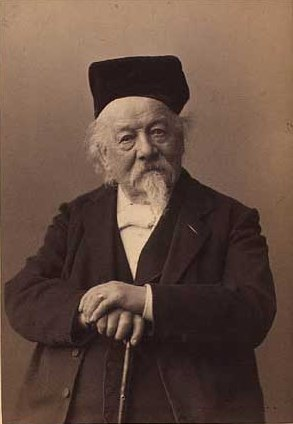
Le peintre Frederik Christian Kiærskou, 1889-1891.
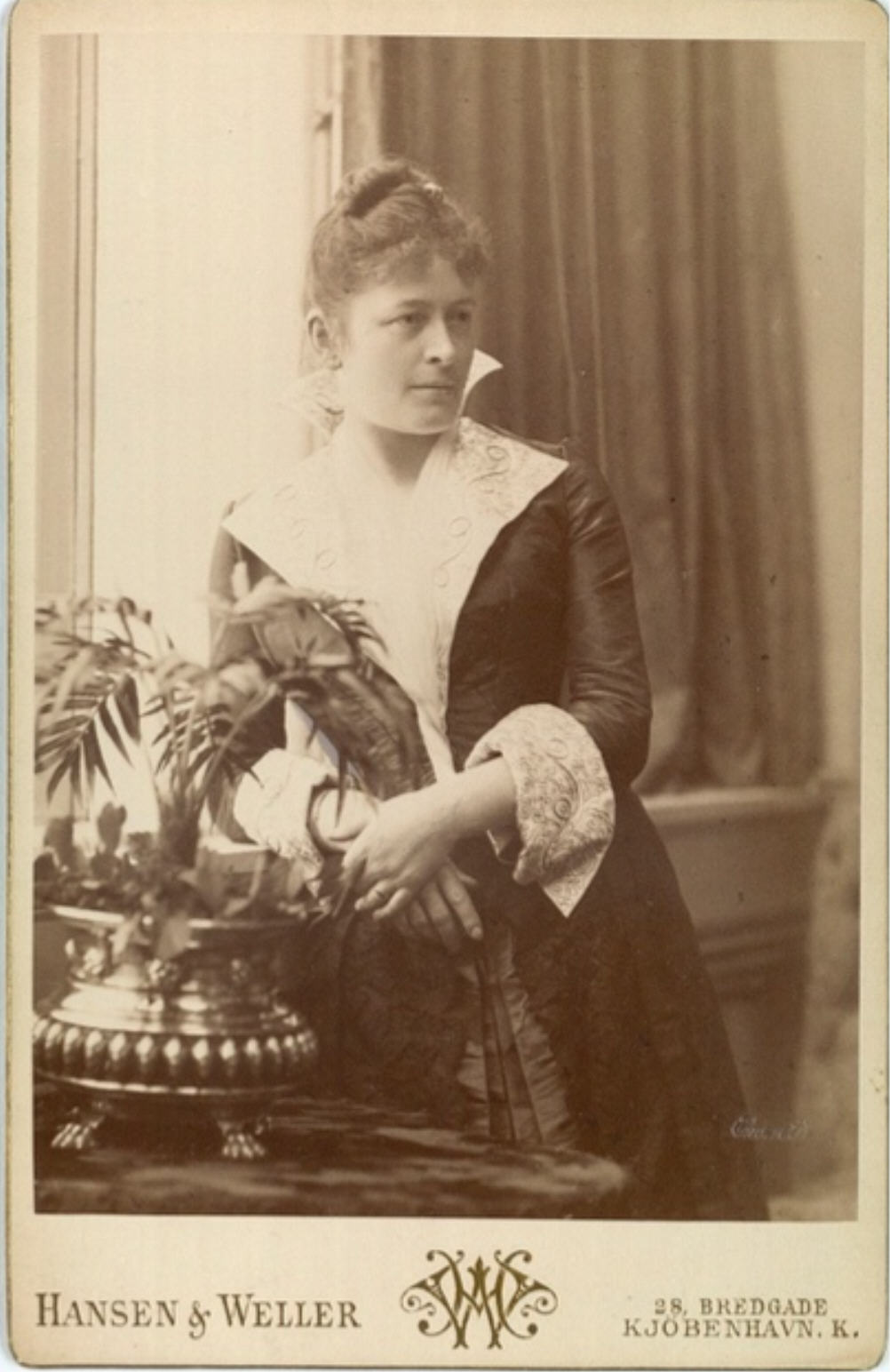
La peintre Bertha Wegmann, vers 1891.
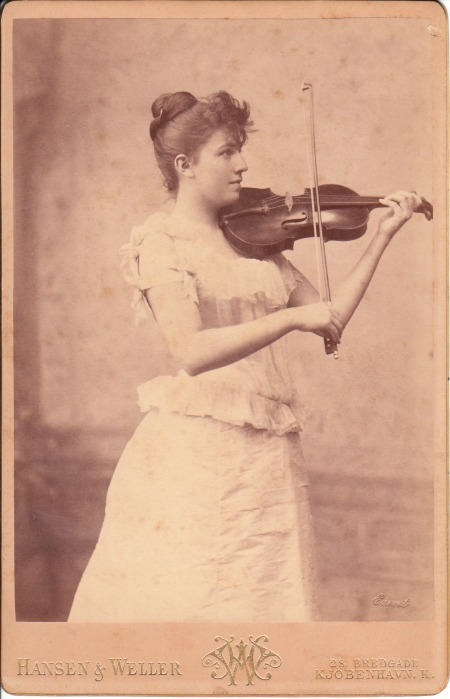
Une violoniste non identifiée, vers 1900.
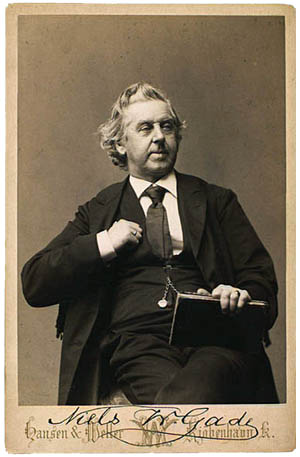
Le compositeur Niels Wilhelm Gade.
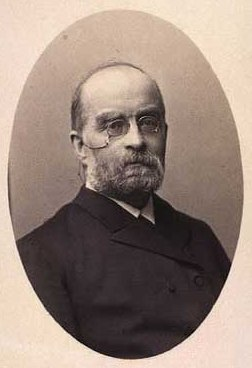
le médecin Carl Lange.